# Genea Angola
A Genea Angola é uma empresa brasileira de incorporação no sector imobiliário e construção civil com foco em empreendimentos residenciais de médio-alto padrão em Angola.
A empresa foi fundada no Brasil na década de 1970 como Consibra por um grupo de investidores chineses e indonésios no interior de São Paulo. Seu nome foi trocado para Genea em 1992 e persiste até hoje.
Em 2005, a diretoria da Genea participou de uma missão Brasil/Angola, na qual o país africano foi apresentado a empresários brasileiros de diversos setores. A intenção era atrair investidores e mostrar oportunidades de negócios em Angola.
Na época, a empresa aproveitou o momento e adquiriu diversos terrenos em Angola, e ficou conhecida no país como "Genea Angola", simbolizando o compromisso com a reconstrução do país africano.
A empresa se encontra em Angola desde 2006 e dentre suas obras, se destacam o Residencial Ginga, America Plaza, Ginga Cristina, Ginga Renata, o primeiro Shopping da Região de Viana em Luanda, o Ginga Shopping e a Torre de Escritórios Vitoria Office. Em 2010, contabilizará mais de 1.000 imóveis entregues no país.
O Projecto Ginga leva este nome em homenagem a importante Rainha Ginga que viveu em Angola no século XVII.
É a primeira incorporadora com preocupação ambiental em Angola, baseando-se num desenvolvimento sustentável, com instalações de tratamento de esgoto em seus empreendimentos e reciclagem de materiais de construção que não são utilizados em suas obras.
Voltada para as necessidades do mercado e tendências da indústria imobiliária africana.
Atualmente possui planos de expansão com mais três lançamentos da marca GINGA para 2011 - O Ginga Cecilia, Ginga Helena e o Ginga Vitoria.